# 阿努語
阿努語是委內瑞拉阿努人所說的語言，屬於阿拉瓦克語族，原先主要分佈在委內瑞拉西北部蘇利亞州的馬拉開波湖畔，隨著馬拉開波地區在1900年代初期開始轉變為人口眾多的工業中心，很早就與其他人混居的阿努人漸漸放棄了他們的語言，到1970年代，只剩下13位母語使用者。截至2014年只剩下一位叫 Yofri Márquez 的30歲男子以此為母語，他從祖母那裡學會了這門語言。聯合國兒童基金會主導的振興工作包括在六所地區小學進行教學和建立各種文化組織。